# Pavlohradský rajón
Pavlohradský rajón (ukrajinsky Павлоградський район) je rajón v Dněpropetrovské oblasti na Ukrajině. Hlavním městem je Pavlohrad a rajón má přibližně 173 tisíc obyvatel.

## Města v rajónu
- Pavlohrad
- Ternivka